# Anaga
Anaga (gruz. ანაგა) – wieś w Gruzji, w regionie Kachetia, w gminie Sighnaghi. W 2014 roku liczyła 2002 mieszkańców.

## Urodzeni
- Sandro Achmeteli